# 第68回NHK紅白歌合戰
第68回NHK紅白歌合戰（日语：第68回NHK紅白歌合戦）於2017年12月31日晚19:15（JST）在日本東京的NHK音樂廳以現場直播的方式舉行。

## 概要

### 播出前
以下日期皆为2017年。
- 9月7日，节目主题和播出时间发布。本次红白的主題為“歌唱梦想”（夢を歌おう），與去年相同[1]。
- 11月13日，主持人名单公布，红组主持人为演員有村架纯，白组主持人为偶像團體岚的成员二宫和也。其中有村架纯为连续第二年担任红组主持，而二宫和也则是首次单独担任白组主持[※ 1]。综合主持人由搞笑艺人内村光良担任，这也是内村首次担任红白的综合主持[2]。
- 11月16日，公布出场歌手名单，石川小百合以第40次入選，成為紅白史上單獨出場次數最多的女歌手[3]。同时宣布NHK新闻主播桑子真帆将与内村光良共同担任综合主持人，這也是桑子首次担任红白的主持人[4]。
- 12月1日，广播电台和电视副声道解说公布。
- 12月4日，紅組出賽的偶像團體AKB48繼去年於紅白官方網頁舉辦成員出場投票後，今年推出「當日演唱曲目」公眾投票，是紅白有史以來首次由公眾票選決定演唱曲目。此外，同時公佈AKB48出演紅白的48名選拔成員名單[5]。
- 12月7日，公佈由作曲家都倉俊一擔任節目尾聲螢之光大合唱指揮[6]，接替因肺炎於7月21日離世、由2006年到2016年一直擔任此工作的平尾昌晃。
- 12月19日，公布將於明年退出藝能界的安室奈美惠將以「特別企劃」身份於紅白中出場[7]。這次也是安室繼2003年第54回（日语：第54回NHK紅白歌合戦）後，相隔14年再次於紅白登台。
- 12月20日，公佈8位客席審查員名單，亦因應上一回最終結果所帶來的風波，NHK宣佈今年不會再进行搭载1seg功能的手提電話及智能手机中紅白歌会之应用软件的投票。家庭觀眾投票則同上回，在每一對紅白組歌手演唱完畢後進行投票，並在前半段結束前發布中間票數；全部歌手演唱完畢後，再加上現場觀眾與審查員的投票、來發表最終票數。
- 12月22日，公布桑田佳祐將以「特別企劃」身份於紅白中出場、同時公布了电视剧《雏鸟》将制作特别编的消息[8]。这是桑田自第65回做為南方之星成員出演後相隔3年再次出场（个人名义出演则是自第61回（2010年）后时隔7年）。当天将自举办个人跨年演唱会的橫濱體育館连线直播出演。
- 12月23日，正式公佈各出場歌手選唱歌曲及出場次序（不含特别企划），紅組壓軸為石川小百合，是她個人第8次組別壓軸；白組暨總壓軸為出道20周年紀念的柚子[9]，也是他們首次的紅白壓軸。
- 12月27日，公佈特別出演嘉賓（黑柳徹子及桐生祥秀）及個別歌手應援的參與者名單。另外連續兩年開設特別企劃「紅白 halftime show」。而開場部份將以46組入選歌手及主持人預先在澀谷街頭拍攝的片段串連而成的微電影。
- 12月28日，公佈「主持人特別企劃」內容。

### 正式播出
2017年12月31日，節目播出，最終白組以總票數2,237,644票，力壓只獲1,432,371票的紅組獲勝。
- 內村光良除了擔任綜合主持之外，另在節目中飾演「紅白督導人」（紅白スーパーバイザー）、源自NHK綜合台綜藝節目《LIFE!（日语：LIFE!〜人生に捧げるコント〜）》的角色「三津谷寬治」（／ Mitsuya Kanji）。
- 三山宏在演唱《男子的流仪》时，同时进行连续124人进行剑玉游戏的吉尼斯世界纪录挑战，但最终由于第14号选手失误，挑战失败。
- 櫸坂46與內村光良以返场表演的形式共同演唱《不协和音》，然而櫸坂46的三名成员（平手友梨奈、志田爱佳及铃本美愉）疑似出现过呼吸症状，其中平手的手部疑似出现痉挛状态，铃本更在表演结束后在舞台当场晕倒。所幸三人下场休息后已恢复，并无大碍[10]。

## 主持人
紅組
- 有村架純（2017年NHK上半期晨間劇《雛鳥》女主角）

白組
- 二宫和也（「嵐」成員之一，為首次單獨擔當白組主持）

綜合
- 内村光良（搞笑藝人，NHK綜藝節目LIFE!（日语：LIFE!〜人生に捧げるコント〜）主持人）
- 桑子真帆（NHK东京播報室播報員，NHK新闻节目News Watch 9主持人）

## 其他參與者

### 審查員
共8人。
- 加藤一二三（日语：加藤一二三）：日本將棋棋士，於今年的將棋龍王戰現役引退。
- 鈴木亮平：演員，明年大河劇《西鄉殿》中飾演主角・西鄉隆盛。
- 高橋一生：演員，於本年大河劇《女城主 直虎》飾演小野政次（日语：小野道好），同時於本年秋季晨間劇《笑天家》飾演伊能栞。
- 林真理子（日语：林真理子）：作家，明年大河劇《西鄉殿》的原作。
- 宮本信子：演員，於本年春季晨間劇《雛鳥》飾演牧野鈴子。
- 村上茉愛：競技體操選手，本年世界體操錦標賽自由體操項目獲得優勝。
- 村田諒太：職業拳擊手，本年WBA世界職業拳擊中量級挑戰賽獲得優勝。
- 吉岡里帆：演員，TBS電視劇《你已藏在我心底》飾演主角小川今日子。

### 电台、电视副声道及网络直播解说
- 电台解说：小乡知子、二宫直辉（日语：二宮直輝）（NHK东京播報室）
- 电视副声道：香蕉人、塚原爱（日语：塚原愛）（NHK东京播報室）
- 网络直播（红白乐屋talk）：渡边直美

## 出場歌手
特別企劃、  初次登場或重返紅白。
| 紅組                                                                               | 紅組                                        | 紅組                                        | 紅組                                        | 白組                                        | 白組                                        | 白組                                        | 白組                                        |
| 出場 順序                                                                          | 歌手・團體名                                | 登場 次數                                   | 歌曲                                        | 出場 順序                                   | 歌手・團體名                                | 登場 次數                                   | 歌曲                                        |
| 前半                                                                               | 前半                                        | 前半                                        | 前半                                        | 前半                                        | 前半                                        | 前半                                        | 前半                                        |
| ---------------------------------------------------------------------------------- | ------------------------------------------- | ------------------------------------------- | ------------------------------------------- | ------------------------------------------- | ------------------------------------------- | ------------------------------------------- | ------------------------------------------- |
| 2                                                                                  | Little Glee Monster                         | 初                                          | 喜欢啊。〜歌唱梦想 ver.〜 （好きだ。〜夢を歌おう ver.〜）              | 1                                           | Hey! Say! JUMP                              | 初                                          | Come On A My House                          |
| 4                                                                                  | E-girls                                     | 4                                           | Love ☆ Queen                                | 3                                           | 山內惠介                                    | 3                                           | 如果不相信爱的话〜貴公子們的舞會〜 （愛が信じられないなら〜貴公子たちの舞踏会〜）     |
| 5                                                                                  | SHISHAMO                                    | 初                                          | 明天也〜紅白2017ver.〜 （明日も〜紅白2017ver.〜）                 | 6                                           | 三山宏 （三山ひろし）                                 | 3                                           | 男子的流仪〜通往剑玉世界記録之路〜 （男の流儀〜けん玉世界記録への道〜）     |
| 7                                                                                  | AI（×渡邊直美）                             | 3                                           | 閃閃發光 （キラキラ）                               | 8                                           | 竹原和生 （）                               | 初                                          | 嗨、那里的年轻人 （）                       |
| 9                                                                                  | 丘绿 （丘みどり）                                   | 初                                          | 佐渡的夕笛 （）                             | 10                                          | Sexy Zone                                   | 5                                           | 緊握 （）                                   |
| 11                                                                                 | 市川由紀乃                                  | 2                                           | 人生一路                                    | 12                                          | 福田广平 （福田こうへい）                               | 4                                           | 王将                                        |
| 14                                                                                 | 天童芳美 （天童よしみ）                               | 22                                          | 道頓堀人情                                  | 13                                          | 三代目 J Soul Brothers                      | 6                                           | HAPPY〜紅白Special Version〜                |
| 16                                                                                 | 倉木麻衣                                    | 4                                           | 渡月桥 ～想念你～ （渡月橋 〜君 想ふ〜）                      | 15                                          | SEKAI NO OWARI                              | 4                                           | RAIN                                        |
| 17                                                                                 | TWICE                                       | 初                                          | TT -Japanese ver.-                          | 18                                          | 三浦大知                                    | 初                                          | 三浦大知 紅白Special                        |
| 19                                                                                 | 水森香織 （水森かおり）                               | 15                                          | 瀨戶早鞆 （）                               | 20                                          | WANIMA                                      | 初                                          | 一齐 （）                                   |
| 21                                                                                 | 島津亚矢                                    | 4                                           | The Rose                                    | 22                                          | 乡裕美 （郷ひろみ）                                 | 30                                          | 兩億四千萬隻眼睛〜GO! GO! 泡沫Remix〜 （2億4千万の瞳〜GO! GO! バブルリミックス〜）  |
| 「紅白 HALFTIME SHOW」／渡邊直美 「Dirty Work」／Blouson知惠美 with B、奧斯汀·瑪宏 |                                             |                                             |                                             |                                             |                                             |                                             |                                             |
| 後半                                                                               |                                             |                                             |                                             |                                             |                                             |                                             |                                             |
| 23                                                                                 | 櫸坂46 （欅坂46）                                 | 2                                           | 不协和音                                    | 24                                          | 关西杰尼斯8 （関ジャニ∞）                            | 6                                           | 涂鸦BEAT （なぐりガキBEAT）                               |
| 26                                                                                 | 坂本冬美                                    | 29                                          | 男子的火祭 （）                             | 25                                          | 福山雅治                                    | 10                                          | 巴学园 （）                                 |
| 27                                                                                 | 西野加奈 （西野カナ）                               | 8                                           | 啪 （）                                     | 28                                          | TOKIO                                       | 24                                          | AMBITIOUS JAPAN!                            |
| 30                                                                                 | 乃木坂46                                    | 3                                           | 大影響家 （インフルエンサー）                               | 29                                          | 五木宏 （五木ひろし)                                  | 47                                          | 夜空                                        |
| 白組司儀特別企劃／紅白歌手全員「永遠要有夢想」                                     |                                             |                                             |                                             |                                             |                                             |                                             |                                             |
| 紅組司儀特別企劃／雛鳥 紅白特別篇                                                  |                                             |                                             |                                             |                                             |                                             |                                             |                                             |
| 31                                                                                 | 松田聖子                                    | 21                                          | 新的明天 （）                               | 32                                          | 平井堅                                      | 8                                           | 真實人生 （）                               |
| 33                                                                                 | 椎名林檎(6)与松本敦（）(初)《中央大街》（） | 椎名林檎(6)与松本敦（）(初)《中央大街》（） | 椎名林檎(6)与松本敦（）(初)《中央大街》（） | 椎名林檎(6)与松本敦（）(初)《中央大街》（） | 椎名林檎(6)与松本敦（）(初)《中央大街》（） | 椎名林檎(6)与松本敦（）(初)《中央大街》（） | 椎名林檎(6)与松本敦（）(初)《中央大街》（） |
| 34                                                                                 | Perfume                                     | 10                                          | TOKYO GIRL                                  | 35                                          | X JAPAN                                     | 8                                           | ENDLESS RAIN 2017 紅白Special               |
| 36                                                                                 | AKB48                                       | 10                                          | 由观众所选择的梦之紅白SP Medley （視聴者が選んだ夢の紅白SPメドレー）        | 37                                          | ELEPHANT KASHIMASHI （エレファントカシマシ）                    | 初                                          | 正如今宵的明月 （）                         |
| 38                                                                                 | 松隆子 （松たか子）                                 | 3                                           | 明天从哪开始 （）                           | 39                                          | 星野源                                      | 3                                           | Family Song                                 |
| 40                                                                                 | Superfly                                    | 2                                           | 獻上愛的花束 （愛をこめて花束を）                           | 不適用                                      | 不適用                                      | 不適用                                      | 不適用                                      |
| 紅組司儀特別企劃／雛鳥 紅白特別篇 Part2                                            |                                             |                                             |                                             |                                             |                                             |                                             |                                             |
| 不適用                                                                             | 不適用                                      | 不適用                                      | 不適用                                      | 41                                          | 嵐                                          | 9                                           | 嵐×紅白Special Medley                       |
| 42                                                                                 | 高橋真梨子                                  | 5                                           | for you…                                    | 43                                          | 冰川清志 （氷川きよし）                               | 18                                          | 阿清小調 （）                               |
| 「Hero」／安室奈美惠                                                               |                                             |                                             |                                             |                                             |                                             |                                             |                                             |
| 「年輕廣場」／桑田佳祐                                                             |                                             |                                             |                                             |                                             |                                             |                                             |                                             |
| 44                                                                                 | 石川小百合 （石川さゆり）                             | 40                                          | 津輕海峽·冬景色                             | 45                                          | 柚子 （ゆず）                                   | 8                                           | 荣光之桥 （栄光の架橋）                               |

## 收视率
根据日本Video Research的调查结果，本次红白前半部分平均收视率35.8％，后半部分为39.5%。後半收視时隔两年再次跌到40%以下，为二部制以来第三低。